# Apletodon bacescui
Apletodon bacescui är en fiskart som först beskrevs av Murgoci, 1940.  Apletodon bacescui ingår i släktet Apletodon och familjen dubbelsugarfiskar. Inga underarter finns listade i Catalogue of Life.